# Kétborítékos paradoxon
A kétborítékos paradoxon egy nagyon egyszerűen megfogalmazható, ám annál fogósabb valószínűségszámítási paradoxon, amelyről és különféle változatairól, módosításairól, ill. a hozzá kapcsolódó problémákról mindmáig születnek új publikációk.

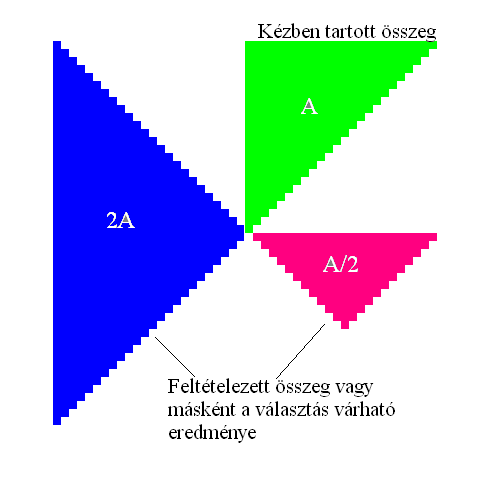
Szemléltető ábra

## A paradoxon
Tegyük fel, hogy egy vetélkedő végén a játékvezető két teljesen egyforma borítékot helyez elénk, és csak annyit árul el, hogy mindkét borítékban valamekkora (nemnulla) nyeremény szerepel, és hogy az egyik pontosan kétszerese a másiknak. Ezután felajánlja, hogy válasszunk egy borítékot.
Ennek megfelelően választunk egy borítékot, majd megnézzük, hogy mekkora a borítékban szereplő nyeremény összege. De mielőtt boldogan távoznánk, a játékvezető megkérdezi, hogy nem lenne-e kedvünk elcserélni a két borítékot. Lássuk, mik a lehetőségeink? Csak annyit tudunk a másik összegről, hogy vagy fele, vagy kétszerese a kezünkben lévőnek. Ha a kezünkben A van, akkor a másik
1. 1/2 valószínűséggel A/2;
2. 1/2 valószínűséggel 2A.

A várható érték annak számítási szabályai szerint {\displaystyle {1 \over 2}2A+{1 \over 2}{A \over 2}={5 \over 4}A}, ami több, mint A, tehát a cserével jól járunk!
Vegyük észre, hogy a csere az A összegtől függetlenül kedvezőnek tűnik, tehát tulajdonképpen már azelőtt dönthetünk úgy, hogy cserélünk, mielőtt kinyitnánk az első borítékot. Sőt, már azelőtt tudjuk, hogy cserélni fogunk, mielőtt még egyáltalán választottunk volna!

## A paradoxon megoldása
A játék paradox jellege a felkínált - hibás - megoldási javaslatból származik. Tekintsünk el tőle, legalábbis egyelőre, és gondoljuk meg a következőt. Jelöljük a kisebbik összeget x-szel, a nagyobbik akkor 2x. Tehát az egyik borítékban x, a másikban 2x összeg van. Mivel a két boríték külsőleg egyforma, 50% esélye van annak, hogy a kisebbik összeget, és 50%, hogy a nagyobbik összeget húzzuk ki. Az első választáskor így a várható érték:
0,5 x + (0,5)2x =1,5 x.
Az első választáskor, bár látjuk a konkrét összeget, nem tudjuk, hogy az a kisebbik (tehát x) vagy a nagyobbik (2x).

Most nézzük, mi történik, ha a játék második fázisában a cserét választjuk! Amennyiben az először a kapott összeg a kisebbik volt, (tehát az x) akkor a cserével 2x összeghez jutunk; ha viszont a nagyobbik, akkor x összegre fogunk szert tenni. Mindkét összegnek 50% az esélye, a várható érték így:
(0,5)2x + 0,5 x =1,5 x.
A várható érték tehát a csere után is ugyanannyi, mint az első választás esetén - ahogy a józan ész szerint is várjuk.
A felkínált megoldásban az a hibás, hogy úgy számol, mintha háromféle összeg lenne, az x, a 0,5x és a 2x. De csak kétféle összeg van, egy kisebb és egy nagyobb. Tehát ha a kisebb összeget jelöltük x-szel, akkor csak x és 2x lehet a két borítékban és nincs értelme a 0,5x-nek. Ha a nagyobbik összeget jelöljük x-szel, akkor viszont 0,5x és x lehet a borítékokban, és akkor viszont a 2x lehetőségéről nincs értelme gondolkodni.
Ez a szellemes fejtörő tehát a hibás bizonyítások kategóriájába, tartalma szerint a döntéselméleti paradoxonok közé tartozik.

## Egy további kérdés
Feltehető az a kérdés, hogy a borítékban lévő összeg ismeretében valóban igaz lehet-e, hogy annak a valószínűsége, hogy a másik borítékban fele akkora, ill. kétszer nagyobb összeg van, egyaránt 1/2. Természetesnek tűnik a gondolat, hogy minél nagyobb A, annál kisebb a valószínűsége, hogy a másik borítékban nagyobb összeg található. A matematika nyelvére átfogalmazva a kérdést: van-e olyan eloszlás, amelyre az (X, 2X) pár összes lehetséges értéke egyformán valószínű, X = 2nA, n = 0, ±1, ±2,…. értékeire? Ez azonban végtelen sok érték, így nem lehetséges rajtuk egyenletes eloszlást definiálni, azaz valóban igaz, hogy egyes értékek valószínűbbek, mint mások. Igaz, a tényleges eloszlást nem ismerjük, így a döntéshez nincs meg a kellő információnk.

## Egy nehezebb probléma
A fenti megoldás nem zárja ki, hogy találjunk olyan eloszlást, amely mellett a paradoxon mégiscsak működik. Ez az eloszlás persze nem egyenletes, mivel az lehetetlen.
Tegyük fel, hogy a borítékokban található összegek a 2n és 2n+1 nemnegatív egészek q(1 ‒ q)n valószínűséggel, valamely rögzített q < 1/2 értékre.
Természetesen létezik nyerő stratégia: csak akkor cserélünk, ha az elsőnek választott borítékban 1 van, mivel ilyenkor a másikban biztosan 2 van. De ennél jobban is járhatunk. Tegyük fel, hogy a kibontott borítékban 2n (n ≥ 1) van. Ekkor a másik boríték tartalma:
a {\displaystyle 2^{n-1}} összeg, {\displaystyle q(1-q)^{n-1}/R} valószínűséggel,
a {\displaystyle 2^{n+1}} összeg, {\displaystyle q(1-q)^{n}/R} valószínűséggel,
ahol
{\displaystyle R=q(1-q)^{n-1}+q(1-q)^{n}}
Ebből következik, hogy a várható nyereség csere esetén
{\displaystyle {2^{n}q(1-q)^{n}-2^{n-1}q(1-q)^{n-1} \over 2R}={2^{n-2}q(1-2q) \over R}}
amely pozitív, ha q < 1/2, azaz a csere még mindig megéri minden esetben!
Ez az érvelés továbbra is érvényes akkor is, ha meg se nézzük az első borítékban lévő összeget, ugyanakkor kikerüli a végtelen sok értéken definiálandó egyenletes eloszlás problémáját.

## Megoldásjavaslat
Megmutatható, hogy a fenti eloszlás várható értéke végtelen, ezért a boríték felbontása előtt a csere várható nyeresége "∞ ‒ ∞", amely definiálatlan. Más szóval ez csak egy újabb példa egy jól ismert jelenségre, a végtelen „józan paraszti ésszel” nem megfogható viselkedésére. Számos matematikus szerint ez feloldja a paradoxont.
De valójában minden olyan esetben, amikor felbontjuk a borítékot, a csere valóban megérni látszik, azaz a paradoxon még mindig áll. Chalmers erre azt mondja, hogy a döntéselmélet nem működik, ha olyan problémával szembesül, amelyben divergáló várható értékek szerepelnek, és analógiának felhozza a Szentpétervár-paradoxont.
Clark és Shackel azonban megmutatják, hogy a paradoxon valójában nem magyarázható a végtelen furcsa viselkedésével. Adnak ugyanis egy példát két véletlen változóra, amelynek mindkettőnek végtelen a várható értéke, mégis az egyik mindig jobb, mint a másik (p. 426).

## A legnehezebb probléma
A paradoxon legnehezebb változatát meglepő módon a lehető legegyszerűbb megfogalmazással kapjuk, nevezetesen egy olyannal, amely nem is említ valószínűségeket:
1. Legyen a választott borítékban lévő összeg A. Ekkor a cserével A-t nyerünk, ha nyerünk, viszont csak A/2-et vesztünk, ha vesztünk. A nyerhető összeg tehát szigorúan nagyobb, mint a veszíthető.
2. Legyen a borítékokban lévő összeg Y és 2Y. Ekkor a cserével Y-t nyerünk, ha nyerünk, és Y-t vesztünk, ha vesztünk. Azaz a két összeg megegyezik.

A két érvelés nyilvánvalóan ellentmondó következtetésre jut.

## Kiindulási probléma
Vegyük észre, hogy 1. és 2. esemény szimmetrikus differenciájáról van szó! Ez azt jelenti, hogy az 1. és 2. esemény közül pontosan egy következik be, mégpedig azért, mert
- a) mindkét boríték elvételét kizárja a játékvezető (mivel csak választást kínál fel)
- b) boríték nemválasztást kizárja az a közlés, hogy mindegyikben van valami nyeremény (józan észt tekintve)
- c) első esetben választani kell a két boríték között
- d) a csere felkínálásával ugyancsak c) eset jelenik meg.

Az esemény meghatározását, illetve bekövetkezésének valószínűségét nem befolyásolja a boríték tartalma. Az 1. vagy 2. esemény 50%-os eséllyel következik be. A döntés várható haszna vagy eredménye (+A összeg v. -A/2 összeg) a már kezünkben lévő A összegű boríték tartalmához képest nyilvánvalóan szerencsés választás kérdése.

## Külső hivatkozások

### Lásd még
- Monty Hall-paradoxon
- Szentpétervár-paradoxon
- Bertrand paradoxonja

### A cikkben hivatkozott publikációk
1. ↑  David J. Chalmers, The Two-Envelope Paradox: A Complete Analysis?
2. ↑  David J. Chalmers, The St. Petersburg Two-Envelope Paradox in Analysis Archiválva 2006. június 13-i dátummal a Wayback Machine-ben, April 2002
3. ↑  Clark and Shackel, The Two-Envelope Paradox, PDF[halott link] in Mind July 2000 Abstract
4. ↑  Fazekas István: Valószínűségszámítás Archiválva 2012. május 14-i dátummal a Wayback Machine-ben A és B szimmetrikus differenciája: akkor következik be, ha A és B közül pontosan egy következik be. (Hozzáférés: 2012.05.16.)

### További publikációk a témában
- Barry Nalebuff, Puzzles: the other person's envelope is always greener, Journal of Economic Perspectives 3, 1989
- R Christensen and J Utts, Bayesian Resolution of the 'Exchange Paradox', The American Statistician 1992
- Jackson, Menzies and Oppy, The Two Envelope 'Paradox', in Analysis, January 1994
- Castell and Batens, The Two Envelope Paradox: The Infinite Case, in Analysis, January 1994
- Elliot Linzer, The Two Envelope Paradox, American Mathematical Monthly, Volume 101, Number 5, May 1994, p. 417
- John Broome, The Two-envelope Paradox, in Analysis, January 1995
- A D Scott and M Scott, What’s in the Two Envelope Paradox?, in Analysis, January 1997
- McGrew, Shier and Silverstein, The Two-Envelope Paradox Resolved, in Analysis, January 1997
- Arntzenius and McCarthy, The two envelope paradox and infinite expectations, in Analysis, January 1997
- John Norton, When the Sum of Our Expectations Fails Us: The Exchange Paradox PDF, 1998
- Wilfried Hausmann, On The Two Envelope Paradox PDF[halott link], August 2000
- Terry Horgan, The Two-Envelope Paradox, Nonstandard Expected Utility, and the Intensionality of Probability, 2000
- Olav Gjelsvik, Can Two Envelopes Shake The Foundations of Decision Theory? PDF, September 2001
- Terry Horgan The Two-Envelope Paradox and the Foundations of Rational Decision Theory, 2001
- Jeff Speaks, The two-envelope paradox and inference from an unknown PDF, June 2002
- James Chase, The non-probabilistic two envelope paradox Analysis, April 2002
- Friedel Bolle, The Envelope Paradox, the Siegel Paradox, and the Impossibility of Random Walks in Equity and Financial Markets PDF, February 2003
- Priest and Restall, Envelopes and Indifference PDF, February 2003
- Wilton, The Two Envelopes Paradox PDF[halott link], June 2003
- Meacham and Weisberg, Clark and Shackel on the Two-Envelope Paradox PDF, October 2003
- Eric Schwitzgebel and Josh Dever, Using Variables Within the Expectation Formula PDF, February 2004 A Simple Version of Our Explanation
- Dov Samet, Iddo Samet, and David Schmeidler, One Observation behind Two-Envelope Puzzles PDF, April 2004
- Franz Dietrich and Christian List, The Two-Envelope Paradox: An Axiomatic Approach PDF, May 2004
- Bruce Langtry, The Classical and Maximin Versions of the Two-Envelope Paradox PDF, August 2004
- Jan Poland, The Two Envelopes Paradox in a Short Story PDF Archiválva 2005. június 29-i dátummal a Wayback Machine-ben, 2005
- Rich Turner and Tom Quilter, The Two Envelopes Problem PDF, 2006
- Paul Syverson, Opening Two Envelopes (Forthcoming)